# دوگری اسکات
دوگری اسکات (به انگلیسی: Dougray Scott) (زاده ۲۵ نوامبر ۱۹۶۵) بازیگر اسکاتلندی است. از فیلم‌های معروف او می‌توان به بازی در فیلم‌های آب تیره و مأموریت غیرممکن ۲ اشاره کرد.

## گزیدهٔ نقش‌آفرینی‌ها
- آب تیره
- مأموریت غیرممکن ۲
- برای همیشه
- هیتمن
- معما
- ربوده‌شده ۳
- هفته‌ای که با مریلین گذراندم
- جای اژدها
- آشپزی از صمیم قلب
- پری‌ها
- آخرین مسافر
- حمله متقابل (مجموعه تلویزیونی)
- افسانه‌های واهی
- برای کشتن یک پادشاه
- عزم راسخ ایرنا
- برون مرزی